# Lukas Pockrandt
Lukas Pockrandt (* 15. März 2000) ist ein deutscher Volleyballspieler.

## Karriere
Pockrandt begann seine Karriere beim TSV Leuna 1919. Später kam er ans Sportgymnasium Magdeburg. In dieser Zeit spielte er parallel beim USC Magdeburg und in der zweiten Mannschaft von Chemie Volley Mitteldeutschland, die in der Regionalliga aktiv war. 2018 wechselte der Außenangreifer zum Nord-Zweitligisten VC Bitterfeld-Wolfen. Nach einer Verletzung in der Saison 2022/23 verpasste er anschließend die Premiere des Vereins in der Erstliga-Saison 2023/24. Stattdessen war er beim Zweitligisten Dessau Volleys aktiv. 2024 kehrte er zurück nach Bitterfeld. Die Mannschaft schied im DVV-Pokal 2024/25 im Achtelfinale aus und belegte in der Bundesliga-Hauptrunde den zwölften Platz. Auch 2025/26 spielt Pockrandt für den nun in Volley Goats Mitteldeutschland umbenannten Verein.